# Günther Lutz
Günther Lutz (* 5. August 1910 in Kiel; † 7. März 1946 in Weimar) war ein deutscher Nationalsozialist und Dozent für Philosophie an der Ernst-Moritz-Arndt-Universität Greifswald.

## Leben
Lutz war von früher Jugend an in der nationalsozialistischen Bewegung engagiert. Noch als Schüler gründete er im September 1927 die erste pommersche Hitlerjugend (HJ) in Stettin und wurde am 1. November 1927 HJ-Gauleiter von Pommern/Grenzmark. Im Jahr 1929 wurde er Kulturreferent in der Reichsleitung der HJ und erhielt das Goldene HJ-Ehrenzeichen. Weiterhin gründete er 1930 den NS-Schülerbund in Stettin und 1931 das „Jungwerk“ (Deutsche Tatjugend), in dem er Gauführer war. Aufgrund der vielfältigen Aktivitäten musste Lutz zweimal eine Klasse in der Schule wiederholen. Er trat bereits zum 1. April 1931 der NSDAP bei (Mitgliedsnummer 516.786). Ab Sommersemester 1931 gehörte er dem Nationalsozialistischen Deutschen Studentenbund an. Dazu war er von April 1931 bis November 1931 in Stettin Mitglied der SA (Sturm 12) und wurde am 1. März 1933 Mitglied der SS (SS-Nummer 107.464), wo er 1937 den Rang eines Untersturmführers erreichte.
Lutz studierte nach dem Abitur ab 1931 Germanistik, Philosophie und Theologie an den Universitäten Berlin, Greifswald und Rostock. Die Dissertation über das „Gemeinschaftserlebnis in der Kriegsliteratur“, mit der er in Greifswald bei Wolfgang Stammler und Walther Schultze-Soelde promoviert wurde, hat er „Reinhard Heydrich zugeeignet“. Über die anschließend geplante Arbeit „Grundlegung einer nationalsozialistischen Gemeinschaftswissenschaft“, in der er als Forschungsprojekt der DFG „Ontologie, Wesen und Gestalt der ns. Gemeinschaft, und ihre Stellung innerhalb der philosophischen Disziplinen“ ausarbeiten wollte, gab es keine Veröffentlichungen. Beim Erbbiologischen Institut des Reichsgesundheitsamtes war Lutz im Herbst 1937 an „Untersuchungen über psychophysische Konstitution, Beruf und Lebensleistung hervorragender Persönlichkeiten des 19. Jahrhunderts“ beteiligt. Nach einer Tätigkeit Ende 1937 als Referent im SD-Hauptamt erhielt Lutz ohne Habilitation am 1. April 1938 einen Lehrauftrag als Dozent für Philosophie an der Universität Greifswald. Vor August 1940 übernahm er das Referat „Wissenschaftliches Schrifttum“ im Propagandaministerium. Ab 1. Oktober 1942 wurde er Obergruppenleiter der Hauptstelle „Wissenschaftliches Schrifttum“ im Amt „Wissenschaftsbeobachtung und -wertung“ des Amtes Rosenberg.
Ab 1940 war er an der Schriftleitung der über weite Strecken auch inhaltlich gleich gestalteten Zeitschriften „Deutscher Wissenschaftlicher Dienst“ und „Europäischer Wissenschafts-Dienst“ beteiligt. An diesen Zeitschriften waren ab 1940 Walther Wüst vom Ahnenerbe der SS, ab 1942 Wilhelm Ziegler vom Propagandaministerium, Rudolf Mentzel von der DFG, Paul Ritterbusch für das Reichserziehungsministerium, Gustav Adolf Scheel als Reichsstudentenführer, Ludwig Siebert für die Deutsche Akademie und Theodor Vahlen als Leiter der Reichsakademie der Wissenschaften sowie ab 1944 Walter Groß aus dem Amt Rosenberg beteiligt. Ein weiteres Projekt war die Wiederbelebung der Kant-Studien, die 1937 zum letzten Male erschienen waren und deren neue Herausgeber als „Kant-Studien Neue Folge“ im Jahr 1942 neben Lutz die regimetreuen Philosophen August Faust, Hans Heyse und Ferdinand Weinhandl wurden.
Die einzige größere Arbeit war 1941 ein Beitrag zu dem von Theodor Haering im Rahmen der Aktion Ritterbusch herausgegebenen Sammelband „Das Deutsche in der Deutschen Philosophie“ über Friedrich Nietzsche. Zunächst Mitarbeiter im Nietzsche-Archiv war Lutz von 1942 bis 1945 auf Vorschlag Richard Oehlers Mitglied im Vorstand der Nietzsche-Gesellschaft.
Nach Kriegsende wurde Lutz am 14. November 1945 in Weimar verhaftet, am 21. Februar 1946 aufgrund von Kriegsverbrechen vor einem sowjetischen Militärgericht zum Tode verurteilt und kurz darauf durch Erschießen hingerichtet. Lutz’ Schrift Die Front-Gemeinschaft (Hans Adler, Greifswald 1936) wurde in der Sowjetischen Besatzungszone auf die Liste der auszusondernden Literatur gesetzt.

## Schriften
- Das Gemeinschaftserlebnis in der Kriegsliteratur. (Phil. Diss.), Hans Adler, Greifswald 1936
- Wissenschaft als völkische Notwendigkeit. Kriegseinsatz, Aufgabe und Zukunft der deutschen Wissenschaft. In: Deutscher Wissenschaftlicher Dienst. 1/10, 1940, S. 1–2
- Die Stunde der Wissenschaft. In: Europäischer Wissenschafts-Dienst. 1/16, 1941, S. 1–2
- Mussolini über Nietzsche. Zum 97. Geburtstag Nietzsches am 15. Oktober. In: Deutscher Wissenschaftlicher Dienst. 61, 1941, S. 1–2
- Nietzsche. In: Theodor Haering (Hrsg.): Das Deutsche in der deutschen Philosophie. Kohlhammer, Stuttgart/Berlin 1941 [2. Aufl. 1943], S. 449–487.
- [Rez.:] Thyssen: Der philosophische Relativismus […]. In: Kant-Studien. N.F. 43, S. 305–309.